# Uljas Kandolin
Uljas Kandolin (19 de mayo de 1915 – 27 de diciembre de 1980) fue un actor teatral, cinematográfico y televisivo finlandés.

## Biografía
Su nombre completo era Uljas Salomon Kandolin, y nació en Helsinki, Finlandia. Aunque en un principio trabajó como buzo, en los años 1940 se interesó por la actuación, siendo alumno del curso de Eino Salmelainen. Tras el mismo pasó al Teatro Karhumäen, uno de los dedicados a entretener a las tropas durante la Guerra de continuación, actuando posteriormente en el Helsingin Kansanteatteri, en la capital finlandesa. Kandolin actuó también bastante tiempo en el Helsingin kaupunginteatteri, siendo su papel más conocido el del lechero Tevje en el musical El violinista en el tejado (1965). Se utilizaron imágenes de dicha representación para ilustrar una nueva traducción del libro de Sholem Aleijem Tevye el lechero, obra en la que se basaba el musical.
Kandolin tuvo una larga carrera cinematográfica, llegando su primer papel en 1946 con la película de Ilmari Unho ”Minä elän”. En varias ocasiones encarnó a malvados, como en Ei ruumiita makuuhuoneeseen (1959) y Isaskar Keturin ihmeelliset seikkailut (1960), pero también fue policía en tres películas de Aarne Tarkas: Paksunahka (1958), Opettajatar seikkailee (1960) y Oksat pois... (1961). Su última película fue dirigida por Matti Kassila en 1979, Natalia. 
En el año 1954 Kandolin recibió el Premio Jussi por su actuación en Kovanaama.
Uljas Kandolin falleció en Helsinki en el año 1980.

## Filmografía (selección)
- 1948 : Soita minulle, Helena!
- 1949 : Rosvo Roope
- 1949 : Pontevat pommaripojat
- 1949 : Jossain on railo
- 1950 : Maija löytää sävelen
- 1951 : Kuisma ja Helinä
- 1951 : Sadan miekan mies
- 1951 : Radio tekee murron
- 1952 : Radio tulee hulluksi
- 1952 : Niskavuoren Heta
- 1953 : Senni ja Savon sulttaani
- 1953 : Kuningas kulkureitten
- 1954 : Kovanaama
- 1955 : Kiinni on ja pysyy
- 1955 : Villi Pohjola
- 1956 : Muuan sulhasmies
- 1957 : Vieras mies
- 1957 : Syntipukki
- 1957 : Pää pystyyn, Helena
- 1958 : Murheenkryynin poika
- 1958 : Paksunahka
- 1959 : Ei ruumiita makuuhuoneeseen
- 1959 : Virtaset ja Lahtiset
- 1960 : Pekka ja Pätkä neekereinä
- 1960 : Opettajatar seikkailee
- 1960 : Isaskar Keturin ihmeelliset seikkailut
- 1960 : Oho, sanoi Eemeli
- 1960 : Molskis, sanoi Eemeli, molskis!
- 1961 : Oksat pois...
- 1961 : Olin nahjuksen vaimo
- 1961 : Tyttö ja hattu
- 1963 : Turkasen tenava
- 1966 : Johan nyt on markkinat!
- 1966 : Rakkaus alkaa aamuyöstä
- 1968 : Vain neljä kertaa
- 1968 : Kunnon sotamies Svejkin seikkailuja (serie TV)
- 1969 : Yhdeksän miehen saappaat (miniserie TV)
- 1978 : Sodan ja rauhan miehet (miniserie TV)
- 1979 : Natalia